# Nicole Viloteau
Nicole Viloteau, souvent surnommée la « femme aux serpents », est diplômée des Beaux-arts de Paris, naturaliste et herpétologue, photographe-reporter et écrivaine. Elle a réalisé plusieurs documentaires, dont le plus connu est « Les dragons de Komodo ».
Elle s'est approchée très près des dragons de Komodo qui peuvent mesurer jusqu'à trois mètres.
L'une des personnes qui l'ont influencée est Daniel Delacotte. Elle a  présenté des expositions de reptiles, elle consacre sa vie à l'étude des reptiles sur le terrain, de préférence sous les tropiques, en Australie, Afrique, Asie, Amérique du Sud. 

## Accidents
Elle a eu deux accidents graves. En 1971, Dans la voiture de personnes qu'elle rencontre par hasard, elle ouvre un sac contenant un serpent. L'étiquette sur le sac était erronée : elle indiquait une espèce de serpent inoffensive alors qu'il s'agissait en réalité d'une espèce très venimeuse (crotale nord américain, le plus dangereux des serpents de ce continent). Elle a été hospitalisée dans un état particulièrement grave, et le sérum nécessaire (anti hémotoxique) n'est disponible qu'à Genève. L'armée va intervenir et c'est un Mirage 4 qui décollera de Dijon pour livrer le sérum,. Les opérations seront dirigées par le Colonel Archambault. Malheureusement, elle fait une allergie. Malgré cela elle est sauvée par les médecins (Dr Raby et Dr Franc) qui ont essayé sur elle un produit fortement anticoagulant à base d'héparine. Il a fallu 2 mois avant qu'elle puisse quitter l'hôpital et retourner à une vie normale. En 1997, au Gabon, elle se fait attaquer par un buffle et doit être rapatriée de toute urgence par hélicoptère pour être opérée.

## Paronymie
Pour le nom de famille Villoteau
- Voir Guillaume André Villoteau (1791 - 1839), musicographe français.